# Georgian Triangle
Georgian Triangle ist der Name einer Region in Süd-Ontario. Sie umfasst die Countys rund um die Georgian Bay und die Nottawasaga Bay. Die größte Stadt der Region ist Collingwood. Nahegelegen sind die größeren Nachbarn Owen Sound und Barrie. Erholung und Tourismus sind die wichtigsten Erwerbsquellen. 
Das Gebiet ist eine Subregion der Regionen Südwest-Ontario im Westen und Zentral-Ontario in der östlichen Hälfte. Das Georgian Triangle ist Teil des "Baumwolllandes" (cotton country) in Ontario.

## Countys
Das Georgian Triangle besteht aus folgenden Countys:
- Bruce County
- Grey County
- Simcoe County

Dufferin County und der Bezirk Muskoka werden nur manchmal zu der Region gerechnet.